# Jamie King
Jamie King (New York, 16 luglio 1980) è un coreografo e ballerino statunitense che vive a New York.

## Collaborazioni artistiche

### Musicali

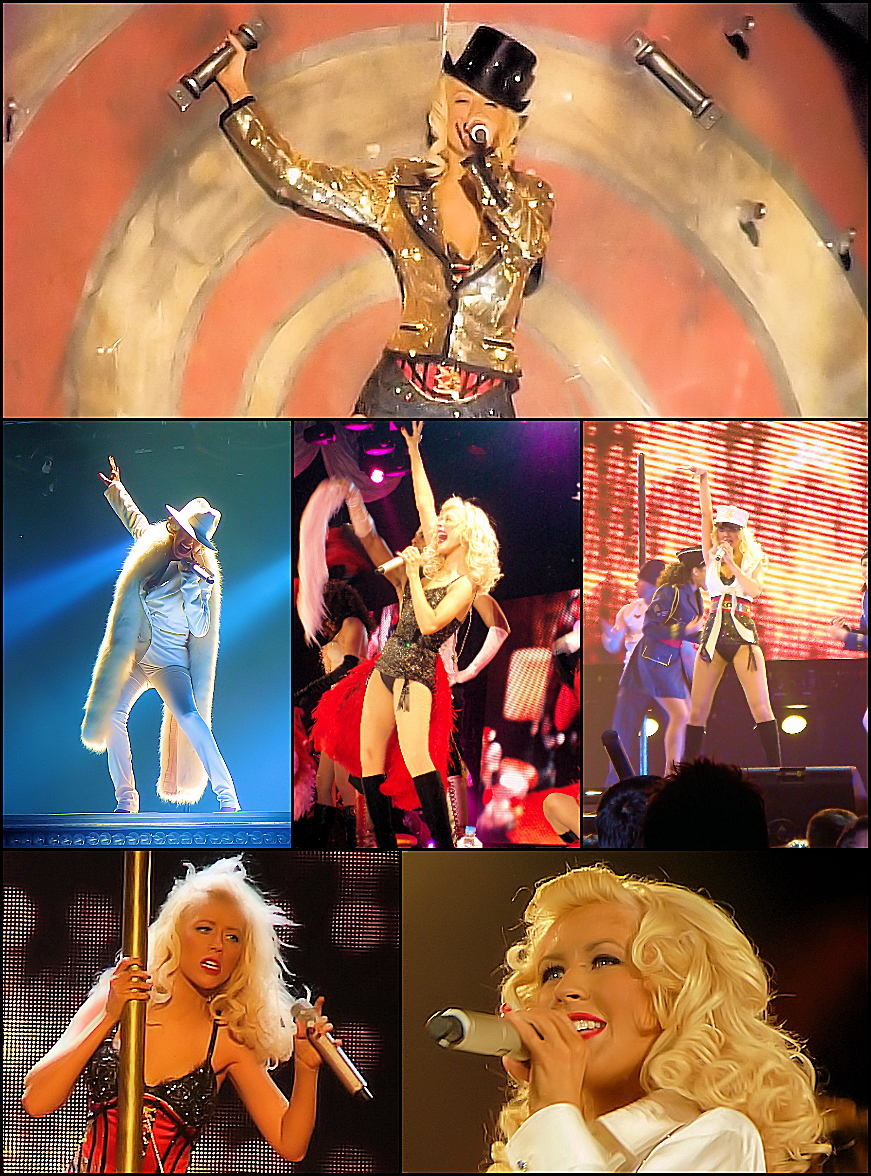
Christina Aguilera durante il Back to Basic tour

Ha diretto il Last Girl on Earth Tour di Rihanna, il The Circus: Starring Britney Spears di Britney Spears del 2009, The Return of the Spice Girls, il Taking Chances World Tour di Céline Dion, il The Best Damn Tour di Avril Lavigne, il Back to Basics Tour di Christina Aguilera ed il Black and White World Tour di Ricky Martin. Ha collaborato anche con George Michael, Mariah Carey, Diana Ross ed Elton John. Nel 1993 lavora per tre anni con Prince, artista che Jamie considera "il suo primo maestro".

### Regia
La sua abilità creativa lo ha portato spesso ad essere partner in crime dei registi più importanti del mondo, i quali hanno sempre visto in lui un ottimo visionario. Hanno collaborato con lui il regista francese Jean Baptiste Mondino, Matthew Rolston, David LaChapelle.

## Sport Addiction
Nel 2007 Jamie King pubblica il suo DVD di dance fitness Rock Your Body con annesso un libro con lo stesso titolo. Nel 2005 inizia la collaborazione con Nike. È infatti suo il merito della popolarità mondiale sia dei vari contest che celebrano il brand e la fama mondiale acquisita da una delle sue migliori allieve, Sophia Boutella, protagonista di uno spot della marca di abiti sportivi.

## Madonna

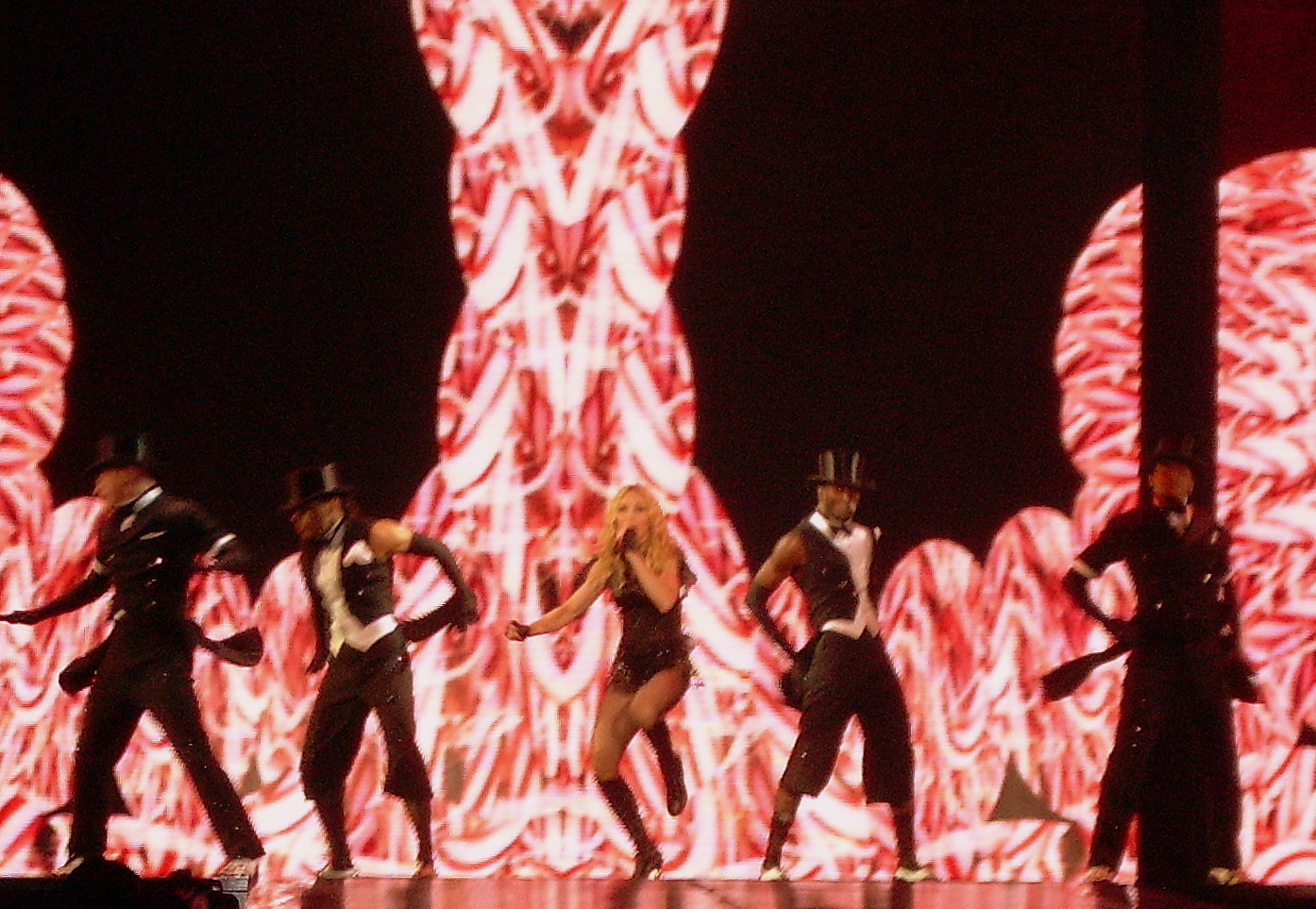
Madonna "Sticky & Sweet tour" durante "Candy Shop"

Jamie King ha diretto tutti gli ultimi tour di Madonna sostituendo alla direzione creativa il fratello della Star, Christopher Ciccone. Ha diretto lo Sticky & Sweet tour nel 2008, il Confessions Tour  del 2006 e ha diretto il video Sorry nello stesso anno. Sempre nel 2006 è il direttore creativo della performance di Hung Up in occasione dei Grammy Award. L'ispirazione dance che celebrava le movenze di Donna Summer, Olivia Newton John e le coreografie che fecero di Tony Manero il re della disco-music, fecero guadagnare a Jamie la nomination come miglior coreografo agli MTV Video Music Award. Nel 2004 dirige il Reinvention tour, il concerto che ottenne più incassi nel 2004. Ma la prima opera per la regina del pop risale al 1996, quando Lady Ciccone lo chiama per coreografare uno dei più iconici video della storia della musica, Human Nature. Un altrettanto leggendario video sarà Don't tell me, le cui ambientazioni e le movenze country detteranno legge nel campo musicale e della moda.

## Tour
- 2000/2001: Oops!... I Did It Again World Tour - Britney Spears - Regista
- 2001: Drowned World Tour - Madonna
- 2003: Justified & Stripped Tour e Stripped World Tour - Christina Aguilera
- 2004: Re-Invention World Tour - Madonna
- 2006: Confessions World Tour- Madonna
- 2006: Back to Basics Tour - Christina Aguilera
- 2007/2008: The Return of the Spice Girls - Spice Girls
- 2008/2009: Taking Chances Tour - Céline Dion
- 2008: Hard Candy Promo Tour - Madonna - Regista
- 2008/2009: Sticky & Sweet Tour - Madonna - Regista
- 2009: The Circus: Starring Britney Spears - Britney Spears - Regista
- 2010: Last Girl on Earth Tour - Rihanna - Regista
- 2011: The Femme Fatale Tour - Britney Spears